# Drive Like Jehu
Drive Like Jehu (с англ. — «Води как Ииуй») — американская постхардкор-группа из Сан-Диего, существовавшая с 1990 по 1995 год и позднее с 2014 по 2016 год. Её основали ритм-гитарист и вокалист Рик Фроберг и лид-гитарист Джон Рейс, бывшие участники группы Pitchfork, а также басист Майк Кеннеди и барабанщик Марк Тромбино, оба из Night Soil Man, после того, как их группы распались в 1990 году. Музыка Drive Like Jehu характеризовалась страстным пением, необычной структурой песен, непрямыми мелодическими темами, сложной игрой на гитаре и продуманным использованием напряжения, что привело к появлению характерного звучания среди других постхардкор-групп и способствовало эволюции хардкор-панка в эмо. Название «Drive Like Jehu», вероятно, восходит к Ветхому Завету.
После выпуска своего одноимённого дебютного альбома в 1991 году на местных лейблах Cargo Music и Headhunter Records, Drive Like Jehu подписали контракт с крупным лейблом Interscope Records вместе с другой группой Рейса Rocket from the Crypt. Их второй альбом, Yank Crime 1994 года, приобрёл культовую популярность, но группа вскоре распалась. Рейс продолжил работу с Rocket from the Crypt, а Тромбино стал успешным музыкальным продюсером и звукорежиссёром, в то время как Фроберг и Кеннеди занялись карьерой вне музыки. В 1999 году Рейс и Фроберг снова начали играть вместе в группе Hot Snakes, которая просуществовала с 1999 по 2005 год и снова с 2011 года до смерти Фроберга в 2023 году. Рейс также переиздал Yank Crime на своём лейбле Swami Records.

## Характеристики
Стиль
Музыку Drive Like Jehu часто классифицируют как панк, постхардкор и эмо. Изначально наибольшее влияние на них оказала панк-группа Honor Role, в частности, её гитарист Пен Роллингс. Среди других источников вдохновения были Mission of Burma, The Gories, Bastro, Slint, Sonic Youth, Wipers и такие краут-рок-группы, как Neu!. Стив Хьюи из AllMusic называет их «возможно, самыми прогрессивными из ведущих постхардкор-групп: их длинные, многочастные композиции были наполнены нестандартными размерами, оркестровыми построениями и завершениями, эллиптическими мелодиями и другими поворотами, основанными на инновациях лейбла Dischord. Результатом стало одно из самых самобытных и свирепых звучаний в довольно расплывчатом определении постхардкор-движения».
Вместе с такими современниками, как Fugazi и Quicksand, Drive Like Jehu иногда упускали из виду, и критикам порой было сложно вписать их музыку в более широкий контекст. По словам Хьюи, группа оказала влияние на развитие эмо, хотя позднее звучание стиля сильно отличалось от Drive Like Jehu: «Термин „эмо“ ещё не вошёл в широкое употребление, и хотя Drive Like Jehu не очень-то напоминал по звучанию то, что это слово стало обозначать позже, они оказали мощное влияние на его развитие. Более того, они соответствовали раннему определению эмо: сложный, замысловатый гитарный рок, основанный на хардкоре и исполняемый с невероятной интенсивностью, особенно благодаря неистовому вокалу». Нед Рэггетт из Allmusic также прокомментировал связь с эмо в своём обзоре альбома Yank Crime: «Возможно, даже больше, чем дебютный альбом, Yank Crime укрепил репутацию Drive Like Jehu как королей эмо. Хотя к концу десятилетия использование этого термина быстро деградировало до сентиментальной убогости, здесь квартет передаёт его изначальный смысл: напряженная, неистовая, кричащая страсть, впервые созданная Rites of Spring». Брендан Рид из Pitchfork также отмечает: «Часто легко забыть, что DLJ в своё время считались эмо; вопли Фроберга «Ready, ready to let you in!» в песне «Super Unison» кажутся извращенной пародией на стильную уязвимость. Затем песня превращается в великолепное, барабанное, колеблющееся открытое море, и всё, что вам когда-либо нравилось (и до сих пор нравится) в этом жанре в его чистейшей форме, нахлынуло обратно».

## Наследие
Влияние на других исполнителей
Фронтмен At the Drive-In Седрик Бикслер-Завала заявил, что «не было бы Relationship of Command без Drive Like Jehu». Он заявил: «Я помню, как много общался с англоязычной прессой, и люди говорили: „Мы считаем вас экзотическими, названия песен, фланель и внешний вид — всё это экзотично“». Я определённо знал, из какой школы мы вышли, и что такие люди, как Hot Snakes и Drive Like Jehu, оказали на нас наибольшее влияние, но они не были особенно популярны в Европе». Айзек Брок из инди-рок-группы Modest Mouse сказал в 2007 году: «Я люблю [Drive Like] Jehu. Jehu — одна из моих любимых групп всех времён». Deftones сделали кавер на песню «Caress» в своём альбоме Covers 2011 года. Брайан Кук, басист металкор-группы Botch, заявил, что «Drive Like Jehu оказал огромное влияние на Botch; их подход к написанию песен определённо отражал то, что делали мы, с точки зрения выбивания песен до тех пор, пока у нас не получалась песня». Британская хардкор-панк группа Gallows также вдохновлялась ими, а Лоран Барнард выделил Джона Рейса в качестве одного из своих пяти любимых гитаристов. Вокалист The Blood Brothers Джордан Блили описал тексты песен Рика Фроберга в группе как «в равной степени озадачивающие и близкие» и назвал его голос «одним из моих самых любимых». Он добавил, что ранняя игра на гитаре в его собственной группе во многом восходит к Jehu. К числу других артистов, которые ссылались на них как на источник вдохновения или выражали восхищение их работой, относятся Thursday, Джим Эдкинс из Jimmy Eat World, Джастин Пирсон из The Locust Бен Вайнман из The Dillinger Escape Plan, Мэтт Прайор из The Get Up Kids, Джей Кларк из Pretty Girls Make Graves, Violent Soho, Unbroken, Akimbo и Sandrider KEN Mode, METZ Мэтью Байда из Funeral Diner, Брайан Джайлс из Red Fang, Стивен Рош из Off Minor и Genghis Tron. Хардкор-группа Super Unison назвала себя в честь песни Drive Like Jehu.

## Дискография
- Drive Like Jehu (1991)
- Yank Crime (1994)